# 100 метрів (фільм)
«100 метрів» (ісп. 100 metros) — драматичний фільм, знятий на реальних подіях у 2016 році, іспанським режисером Марселем Барреном. Сюжет базується на історії чоловіка, якому поставили діагноз «розсіяний склероз», але він не здався і пройшов триатлон. У підсумку він проплив 4,8 км, проїхав на велосипеді 180 км і, насамкінець, пробіг 42 км.

## Сюжет
Рамон — успішний кар'єрист, щасливий сім'янин і гарний друг. Його життя — мрія інших людей. Проте, є один момент, який провокує в нього появу поганого настрою — батько його дружини. Цей чоловік живе сам і поводить себе так, що його доньці часто доводиться кидати все і приїжджати до нього. Після останнього казусу (п'яний батько, діра в стелі, безлад в будинку), донька вирішує, що краще тату пожити певний час (поки ремонтується дах) з нею та її сім'єю. Старий не в захваті від цієї ідеї, але він погоджується. Рамону також не надто припала до душі думка, що впертий дідуган відтепер житиме в його оселі, але раптом у нього з'являються більш серйозні проблеми. Почалось все з того, що Рамон став відчувати судоми в нозі, трясіння рук, уповільнення мови, а коли стан погіршився, довелося їхати в лікарню. Після обстеження, лікар ставить страшний діагноз — «розсіяний склероз», призначає лікування, але дає ясно зрозуміти, що життя Рамона та його родини кардинально зміниться далеко не в кращий бік. Сила волі та підтримка дружини надихнули Рамона не опускати руки і активно боротися із хворобою. Розуміючи в якій ситуації опинилася його рідня, тесть береться за тренування із зятем. Впродовж виснажливих вправ між героями виникає справжня дружба, яка дає неабиякий поштовх Рамону для досягнення своєї мети — пройти марафон.

## Актори
- Дані Ровіра — Рамон;
- Карра Елехальде — Маноло;
- Александра Хіменес — Інма;
- Девід Вердагер — Маріо;
- Клара Сегура — Берта;
- Альба Рибас — Аріадна;
- Бруно Бергонціні — Бернат;
- Рікардо Перейра — Маркос;
- Мануела Куто — Джефа-де-Рамон;
- Марк Балагер — Пау;
- Гаель Діас — Боржа;
- Марія де Медейруш — Ноелія;
- Андрес Веленкосо — Монітор.

## Нагороди та відзнаки
CinEuphoria Awards 2018
Нагорода :
```
"Топ-десятка року" - національний конкурс
```

(Марсель Баррена);
```
"Кращий ансамбль" - національний конкурс.
```

Gaudí Awards 2017
Нагорода :
```
"Найкращий актор у допоміжній ролі" (Millor Actor Secundari)
```

(Карра Елайдель);
```
"Найкраща акторка в допоміжній ролі" (Millor Actriu Secundària)
```

(Александра Джименс).
Номінації :
```
"Найкращий актор у допоміжній ролі" (Millor Actor Secundari)
```

(Бруно Бергонціні);
```
"Найкращий актор у допоміжній ролі" (Millor Actor Secundari)
```

(Давід Вердагер);
```
"Найкраща акторка в допоміжній ролі" (Millor Actriu Secundària)
```

(Клара Сегура);
```
"Кращий сценарій" (Millor Guió)
```

(Марсель Баррена);
```
"Найкращий менеджер з виробництва" (Millor Direcció de Producció)
```

(Тереза Гефаел, Альберто Альварес);
```
"Найкращі аудіо" (Millor So)
```

(Марк Ортс, Карлос Альберто Лопес, Бранко Несков);
```
"Кращий макіяж та зачіски" (Millor Maquillatge i Perruqueria)
```

(Патріція Рейєс, Альба Гільєн);
```
"Кращі візуальні ефекти" (Візуальні ефекти Millors Efectes)
```

(Алекс Віллаграцца);
```
"Найкращий фільм некаталонічною мовою" (Millor Pel·lícula en Llengua no Catalana)
```

(Марсель Баррена, Cien Metros La Pelicula, Castelao Pictures, MGN Filmes).
Goya Awards 2017
Номінація :
```
"Найкращий актор у допоміжній ролі" (Millor Actor Secundari)
```

(Карра Елайдель).
Portuguese Film Academy Sophia Awards 2018
Номінація :
```
"Найкраща оригінальна музика" (Melhor Música)
```

(Родріго Леау).
Toulouse Cinespaña 2017
Нагорода :
```
"Найкращий фільм"
```

(Марсель Баррена).